# Luv Resval
Luv Resval, pseudonimo di Léo Mouctar Clément Lesage (Cambrai, 6 gennaio 1997 – Mennecy, 21 ottobre 2022), è stato un rapper e cantante francese di origine guineana.

## Biografia
Léo Mouctar Clément Lesage nasce a Cambrai, nel dipartimento del Nord. Ha tre fratelli minori, tra cui Savage Toddy, anch'egli rapper.

## Carriera
Debutta nella musica nel 2017, con la pubblicazione del mixtape Yung Life. Salito alla ribalta nel 2018 grazie alla serie di freestyle ¥, pubblica insieme al rapper Alkpote l'EP Mariah, e firma un contratto con l'etichetta AWA del produttore Kore. In seguito pubblica, solamente su SoundCloud, il mixtape Luv Kills, caratterizzato dall'alternarsi di brani melodici e rappati.
Il suo album in studio di debutto, Étoile noire, viene reso disponibile il 4 giugno 2021, e presenta collaborazioni con i rapper Josman, Zefor, Alkpote, Lujipeka, Savage Toddy, Chily e Roni0Block. Il disco, il cui titolo è un riferimento a Star Wars, mette in risalto la versaltilità dell'artista, capace di spaziare tra il boom bap e la trap di ispirazione statunitense, e riscuote un buon successo commerciale. L'album viene ripubblicato il 25 marzo 2022 in una nuova versione chiamata Étoile noire 2.0, contenente 15 brani inediti le collaborazioni di Dinos, Koba LaD e Holly Evans.
Nel settembre 2022, annuncia la futura uscita del secondo album Mustafar. Tuttavia muore un mese dopo l'annuncio, prima di poter completare il disco. La sua famiglia decide in ogni caso di rendergli omaggio finalizzando l'uscita del progetto che avviene, sette mesi dopo la sua morte, il 19 maggio 2023.

## Morte
Luv Resval muore la notte del 21 ottobre 2022, a causa di un grave attacco d'asma, patologia che lo accompagnava sin dalla nascita. La morte viene annunciata dalla famiglia tramite un post su Instagram.
Il comune di Mennecy, in cui il rapper è cresciuto, gli rende omaggio intitolandogli una piazza.

## Discografia

### Album in studio
- 2021 – Étoile noire
- 2023 – Mustafar

### Mixtape
- 2017 – Yung Life
- 2019 – Luv Kills

### EP
- 2018 – Mariah (con Alkpote)